# Gyrocarpus americanus
Gyrocarpus americanus är en tvåhjärtbladig växtart. Gyrocarpus americanus ingår i släktet Gyrocarpus och familjen Hernandiaceae.

## Underarter
Arten delas in i följande underarter:
- G. a. africanus
- G. a. americanus
- G. a. pinnatilobus
- G. a. sphenopterus